# دونر كباب

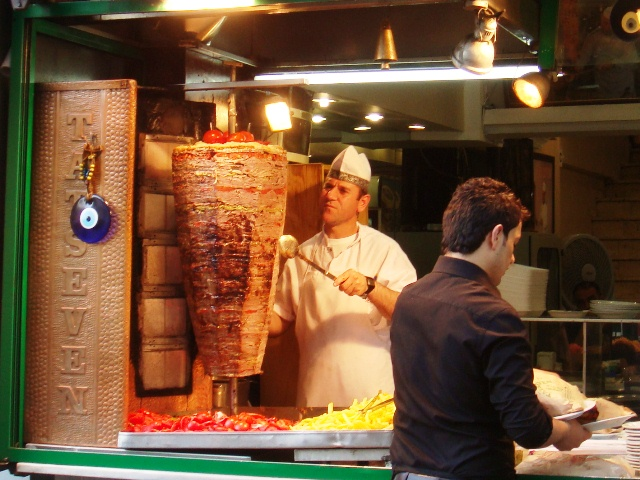
لحم الدونر يقطّع من سيخ دوار - اسطنبول 2012

دونر كباب هو نوع من الكباب، مصنوع من اللحم المطبوخ على المشواة العموديّة. يُقلّب اللحم المتبّل والمكدّس على شكل مخروط مقلوب ببطء على المشواة بجوار عنصر الطهي العموديّ. ثمّ تُقطّع الطبقة الخارجيّة إلى شرائح رقيقة أثناء الطهي.
أختُرِعت المشواة العموديّة في الإمبراطوريّة العثمانيّة في القرن التاسع عشر، واستوحيت منها أطباق مماثلة مثل: الشاورما العربيّة، والجيرو اليونانيّ، والدونير الكنديّ، والباستور المكسيكيّ.
يمكن تقديم لحم الدونر كباب المقطّع على طبق بجانب إضافات مختلفة، أو محشوًا كشطائر في خبز بيتة أو أي نوع آخر من الخبز، أو ملفوفًا في خبز رقيق مسطّح مثل خبز اللافاش، أو خبز يوفكا والمعروف باسم دوروم (والتي تعني حرفيًّا لفائف أو ملفوف باللغة االتركيّة).

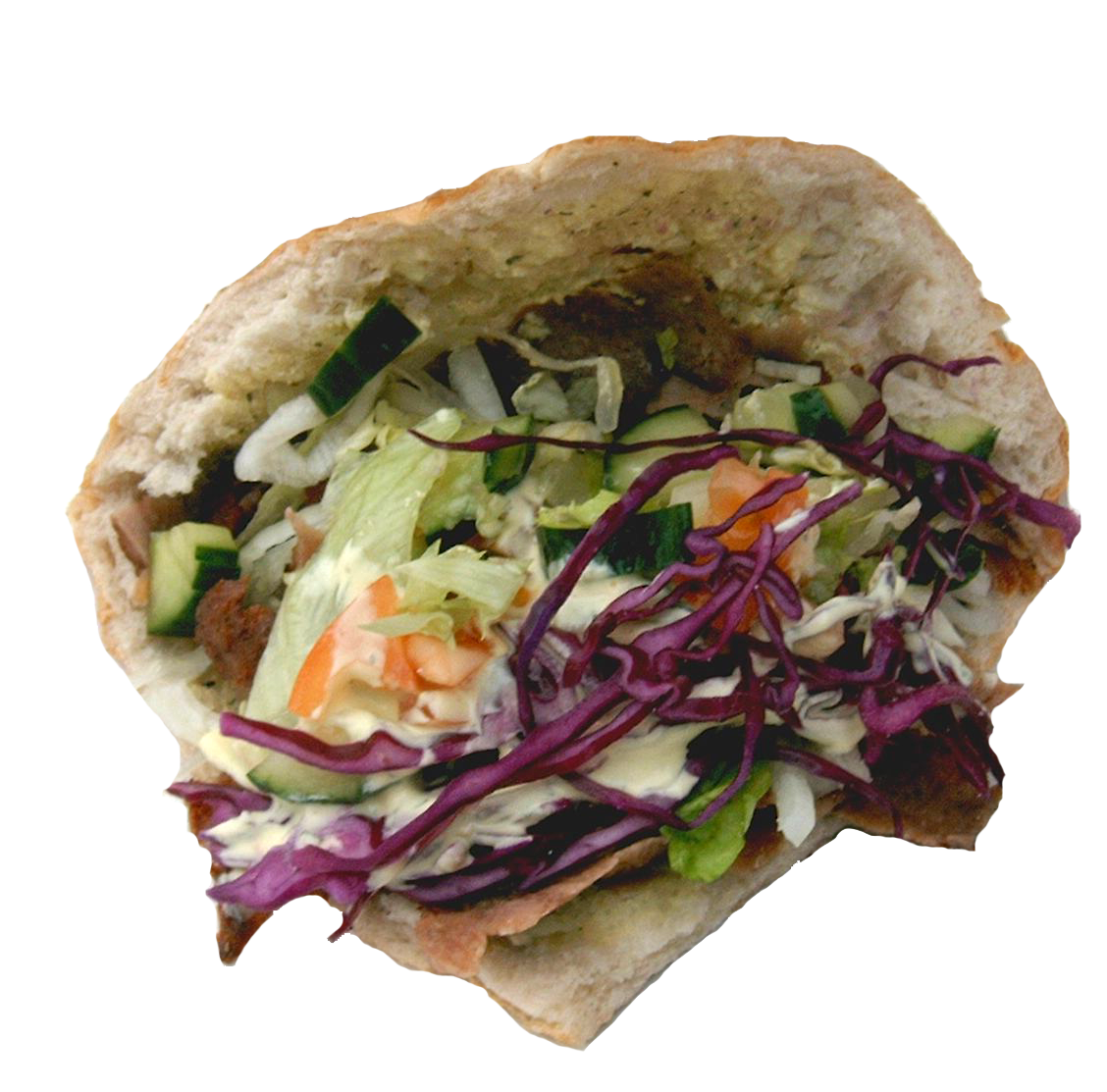
ساندوتش دونر في برلين

أصبح شكل شطيرة أو ملفوف الدونر كباب شائعًا منذ أوائل سبعينيات القرن الماضي في جميع أنحاء العالم كواحدة من الوجبات السريعة التي تبيعها متاجر الكباب. تحتوي الشطيرة عمومًا على سلطة أو خضروات، والتي قد تشمل الطماطم، والخس، والملفوف، والبصل مع السمّاق، والخيار الطازج أو المخلل، أو الفلفل الحار، وأنواع مختلفة من الصلصات.

## التاريخ
تمّ طهي أكوام من شرائح اللحم المقطّعة والمتبّلة على مشواة أفقيّة على غرار الكاب كباب في الإمبراطورية العثمانيّة منذ القرن السابع عشر على أقلّ تقدير.[2] وتمّ تقديم المشواة العموديّة منذ عهد لا يتجاوز منتصف القرن التاسع عشر. وتُعتبر مدينة بورصة في تركيا الحديثة على الأغلب هي مسقط رأس الدونر كباب المشويّ باستخدام مشواة رأسيّة. ووفقًا ليافوز إسكندر أوغلو، أنّ جدّه إسكندر أفندي عندما كان طفلًا في خمسينيّات القرن التاسع عشر في مدينة بورصة قد أتته فكرة شيّ لحم الحمل في مطعم والده عموديًا بدلًا من الشيّ أفقيًا. وقد نجحت الفكرة، وبعد بضع سنوات أصبح يُعرف باسم «دونر كباب». ولكن ربما قد سبقه إليها حمدي أوستا من كاستامونو حواليّ عام 1830.
أصبحت النسخة العربيّة تعرف باسم الشاورما. وبحلول ثلاثينيّات القرن العشرين على الأقلّ، نُقل إلى الخارج وقام مهاجرون لبنانيّون ببيعه في مطاعم المكسيك. من المحتمل أن يكون دونر كباب قد وصل إلى اليونان في عشرينيّات القرن الماضي مع التبادل السكانيّ بين اليونان وتركيا، وتحوّل لاحقًا إلى الجيرو اليوانانيّ.
لم يتمّ تقديم الدونر كباب وانتشاره في إسطنبول إلّا بعد قرابة قرن من اختراعه. وقد اشتهر على يدّ بيتي جولر الذي افتتح مطعمه لأوّل مرة في عام 1945، وسرعان ما اكتشفه الصحفيّون وبدأوا في تقديم أطباق الدونر وأطباق الكباب الأخرى للملوك، ورؤساء الوزراء، ونجوم السينما والمشاهير. تمّ بيعه على هيئة شطيرة في إسطنبول منذ منتصف الستينيّات على أقلّ التقديرات.
انتشر كباب الدونر ومشتقّاته على هيئة شطائر «كوجبات سريعة» على مستوى العالم منذ منتصف وحتّى القرن العشرين. افتتح أوّل متجر دونر كباب في لندن في عام 1966 وصار مألوفًا في المدن الإقليميّة في أواخر السبعينيّات، بينما كان الجيرو اليونانيّ شائعًا بالفعل في اليونان وفي مدينة نيويورك في عام 1971. ثّم تمّ تقديم مزيج يونانيّ كنديّ من نفس الطبق عُرف باسم «الدونير» في عام 1972، حتّى أصبح في النهاية الطبق الرسميّ في مدينة هاليفاكس الكنديّة، وانتشر في جميع أنحاء البلاد. وبحلول الستينيّات؛ تطوّرت من الشاورما شطائر تاكو آلباستور في المكسيك.
في ألمانيا، روّج العمّال الأتراك للكباب في برلين في أوائل السبعينيّات من القرن الماضي. وتطوّر الطبق هناك من شكله الأصليّ إلى نمط مميّز من الشطائر مع الكثير من السلطة والخضروات والصلصات، تباع بكمّيات كبيرة وبأسعار معقولة، والتي ستصبح قريبًا واحدة من أكثر أطباق الوجبات السريعة وأطباق الشوارع مبيعًا في ألمانيا والكثير من بلدان أوروبا، والتي تحظى بشعبيّة في جميع أنحاء العالم.

## الأصل اللغويّ وعلم أصول الكلمات
اشتقّت كلمة «كباب» في الأصل من اللغة العربيّة وانتقلت باشتقاقٍ جزئيّ إلى الإنجليزيّة عبر الفارسيّة، والأرديّة، والتركيّة. وتشير إلى عدد من أطباق اللحم المشويّ، ومن ثمّ استخدمت لفظة " kebab" في الإنجليزيّة منذ نهايات القرن السابع عشر. بينما تأتي كلمة (دونر döner) من الكلمة التركيّة (dönmek) التي تشير إلى الالتفاف أو التدوير، لذا فإن الاسم التركيّ (döner kebap) يعني حرفيًّا «الشواء بالتدوير»، في الإنجليزيّة يمكن الإشارة إلى شطيرة الدونر كباب بكلمة "Kebab" فقط على سبيل التيسير. وقد اشتقّ الاسم العربيّ «شاورما» من كلمة تركيّة أخرى هي شيـڨيرما (çevirme) والتي تعني الدوران أيضًا، وفي اليونانيّة استخدم التحريف اليونانيّ لهذه الكلمة التركيّة فأصبح يسمّى «جيرو»، ويطلق عليه الفرس «الكباب التركيّ».

## الدونر فيتركيا
هناك العديد من أنواع الدونر في تركيا:
بورسيون: وهو عبارة عن دونر يقدّم على طبق ساخن قليلًا، وأحيانًا بجانب القليل من الفلفل المشويّ أو الطماطم المشويّة.
بيلافوستو:  وهو دونر يقدّم على قاعدة من أرز البيلاف
إسكندر: يقدّم في طبق مستطيل، فوق قاعدة من الخبز (خبز مسطح مشابه لخبز البِيتة)، مع الفلفل أو صلصة الطماطم والزبدة الطازجة المغليّة. وهو طبق مسجّل من قبل يافوز اسكندر أوغلو الذي لا تزال عائلته تدير مطعمه في مدينة بورصة.
دوروم: وهو عبارة عن دونر ملفوفة في رقائق من خبز اللافاش تُشوى أحيانًا بعد لفها، لجعلها أكثر هشاشة. ولها نوعان رئيسيّان في تركيا:
-      سوسلو دوروم: (والتي تعني الدوروم بصلصة البصل والجبن) وتوجد على وجه الخصوص في أنقرة.
-      دونر كاسارلي دوروم (Kaşarlı dürüm döner): تشتهر بها اسطنبول بشكلٍ خاص، وفيها يتمّ وضع جبن كاسار المبشور في خبز اللافاش الذي يتم تحميصه بعد ذلك لإذابة الجبن.
-      التومبيك (Tombik)، أو الجوبيت (gobit): وتعني حرفيًّا «السمين»، وهو دونر يوضع في خبز بِيتة على شكل كعكة، مع قشرة مقرمشة من الخارج وتكون طرية من الداخل، وتحتوي كمّية لحم أقلّ عمومًا من الدوروم.
-      إكميكارسي (Ekmekarası): وهو النوع الأكثر امتلاءًا بشكل عام، ويتكوّن من خبز تركيّ محشوّ بالكامل، أو نصف محشوّ بالدونر.